# 여름 없는 해

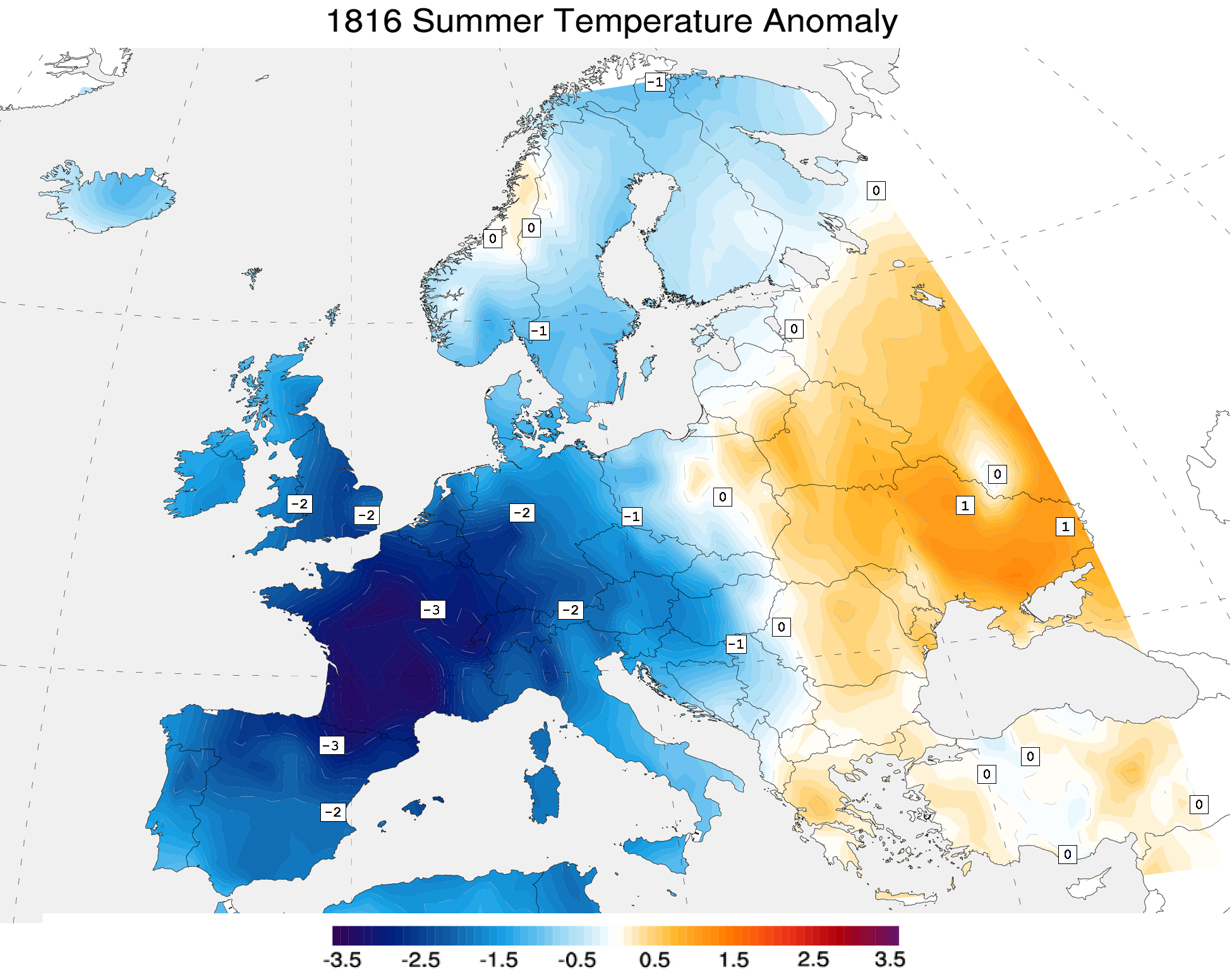

여름 없는 해(영어: Year Without a Summer)는 북유럽, 미국 북동부 및 캐나다 동부에서 여름 이상 기후에 의해 농작물이 치명적인 피해를 입은 1816년을 가리킨다.